# Digitální technická mapa
Digitální technická mapa (DTM) je digitální mapa zaměřená zejména na technickou a dopravní infrastrukturu. Na podkladě mapy výškopisu a polohopisu zobrazuje stavební i přírodní objekty reálného světa (např. budovy, silnice, sloupy, stromy atd.) a průběhy inženýrských sítí, které se v daném území nacházejí.

## Digitální technická mapa v České republice

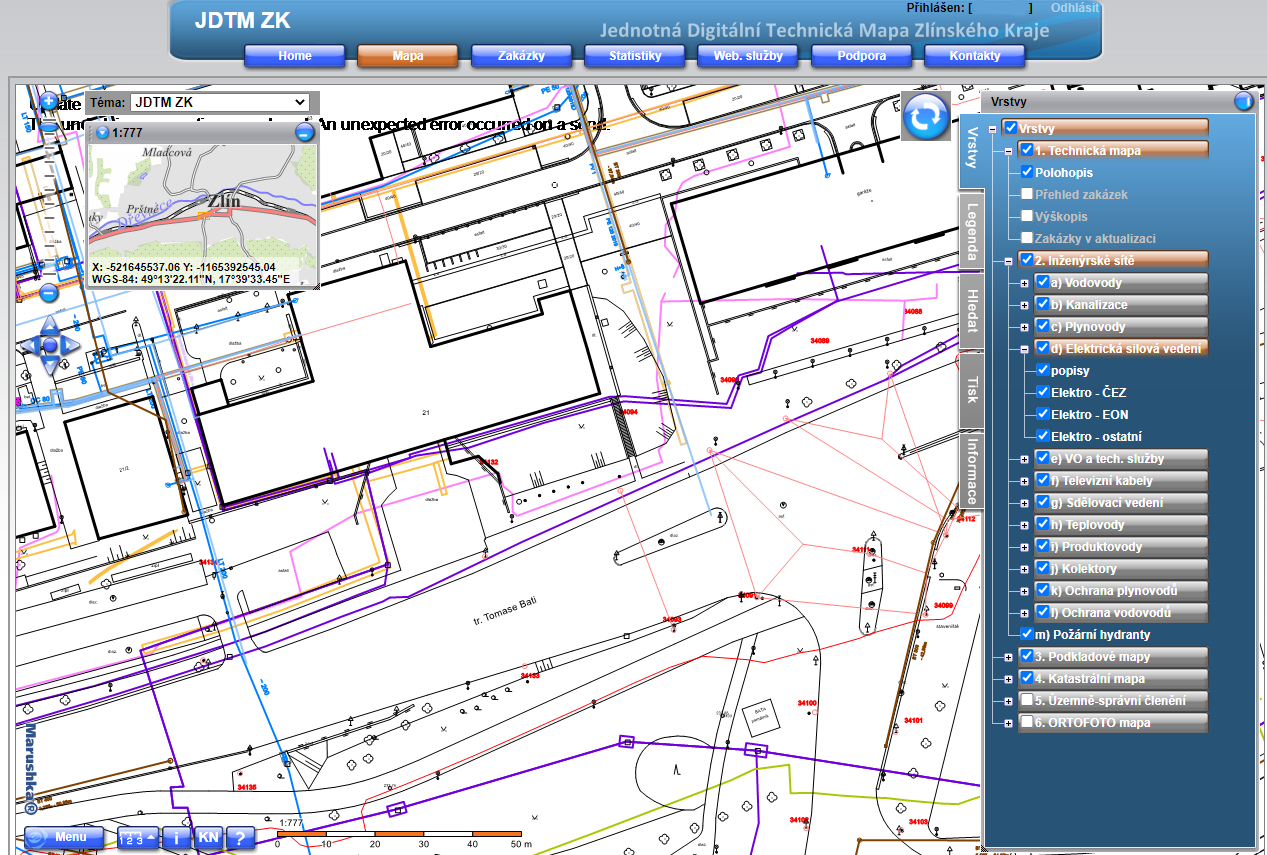
Jednotná digitální mapa Zlínského kraje – prezentační vrstva

Pilotní zavedení DTM na krajské úrovni uskutečnil Zlínský kraj v roce 2003, kdy spustil projekt Jednotné digitální technické mapy Zlínského kraje. O možnosti plošného zavedení DTM se hovořilo už v letech 2004 a 2005, avšak diskuse tehdy nevyústily v její realizaci.
Na konferenci E-government ve dnech 4. a 5. září 2018 v Mikulově podepsaly všechny důležité instituce a sdružení memorandum o spolupráci při zajištění podpory vzniku Digitální technické mapy České republiky.
Digitální technická mapa České republiky má sloužit k:
- systematické a jednotné správě technických geografických dat
- poskytování informací orgánům veřejné moci, vlastníkům nemovitostí, investorům a veřejnosti zejména pro 
  - územně plánovací činnost
  - územní a stavební řízení
  - zajištění činnosti jednotného informačního místa podle zákona o opatřeních ke snížení nákladů na zavádění vysokorychlostních sítí elektronických komunikací.

Dosud žádný takový ucelený a důvěryhodný systém neexistoval, což zpomaluje výstavbu infrastruktury, zvyšuje náklady a udržuje nadměrnou byrokratickou zátěž. Podle memoranda by se DTM ČR měla stát integrální součástí elektronizace územně plánovacího, územního a stavebního řízení a je nezbytným předpokladem pro efektivní využívání stávající technické infrastruktury a zároveň efektivní plánování budoucí výstavby, efektivním nástrojem pro ochranu vlastnických a jiných práv, základem pro efektivní pasportní úlohy státu i územních samospráv, významným zdrojem dat a informací zejména pro bezpečnost státu, krizové řízení a Integrovaný záchranný systém.
DTM podle memoranda má být zákonem definována jako jednotné digitální mapové dílo velkého měřítka včetně souvisejících služeb, které se skládá z digitálních technických map krajů, které je mají provozovat v rámci přenesené působnosti výkonu státní správy.
DTM má být součástí Národního architektonického plánu ČR jako jedna z centrálních sdílených digitálních služeb eGovernmentu.
Dosud bylo vedení DTM na samosprávné úrovni a dobrovolné, takže digitální technické mapy byly vedeny pouze v některých obcích a v 6 krajích ze 14.
Pracovní skupina zaštítěná sněmovním výborem pro veřejnou správu a regionální rozvoj následně v roce 2019 připravila legislativní návrh digitální technické mapy České republiky. Jednání se účastnili zástupci většiny politických stran ve sněmovně, ICT unie, zástupci dotčených ministerstvech a zástupci samospráv. Navrhovaná právní úprava zavádí pojem digitální technická mapa kraje a ukládá krajům povinnost ji vést podle jednotné specifikace tak, aby bylo možné data z krajů spojit a vytvořit bezešvou technickou mapu ČR. Konkrétní specifikace jednotlivých tříd mapových prvků má stanovit prováděcí právní předpis, pro jehož tvorbu mají využity zkušenosti z dosavadní dobré praxe, například z Institutu plánování rozvoje hl. m. Prahy, který provozuje kvalitně digitální technickou mapu Prahy včetně propracovaných procesů při přejímání a výdeji dat. V první fázi však data převzatá od správců inženýrských sítí nebudou právně závazná a prozatím bude i nadále nutné při stavbě právní vyjádření o existenci sítí od jednotlivých správců. Součástí bezešvého celostátního řešení má být i systém na hromadné rozesílání a přijímání těchto vyjádření. Digitální technické mapy krajů mají být zastřešeny informačním systémem digitální mapy veřejné správy, jehož správcem má být Český úřad zeměměřický a katastrální, a tak bude zabezpečeno zobrazení map v jednotném rozhraní.
Návrh zákona se souhlasným stanoviskem vlády byl projednáván sněmovnou jako sněmovní tisk 525 a byl schválen jako Zákon č. 47/2020 Sb. s platností od 26. února 2020.
Zákon zavádí pojmy:
- digitální technická mapa kraje
- digitální technická mapa obce
- digitální mapa veřejné správy

Digitální mapa veřejné správy bude zpřístupněna od 1. července 2023.
Pro přesný popis DTM je zásadní vyhláška č. 393/2020 Sb. o digitální technické mapě kraje. Vlastní datová struktura je definována v tzv. Jednotném výměnném formátu DTM (JVF DTM).